# Ярцево-Гурьево
Ярцево-Гурьево — деревня в Ярцевском районе Смоленской области России. Входит в состав Суетовского сельского поселения. По состоянию на 2007 год постоянного населения не имеет. 
Расположена в центральной части области в 14 км к востоку от Ярцево, в 6 км южнее автодороги М1 «Беларусь», на берегу реки Сига. В 5 км севернее деревни расположена железнодорожная станция Вышегор на линии Москва — Минск. 

## История
В годы Великой Отечественной войны деревня была оккупирована гитлеровскими войсками в июле 1941 года, освобождена в сентябре 1943 года.